# Derek Hill
Arthur Derek Hill, né le 6 décembre 1916 à Southampton dans le Hampshire et mort le 30 juillet 2000 à Londres, est un peintre portraitiste et paysagiste anglais, longtemps résidant en Irlande.

## Biographie

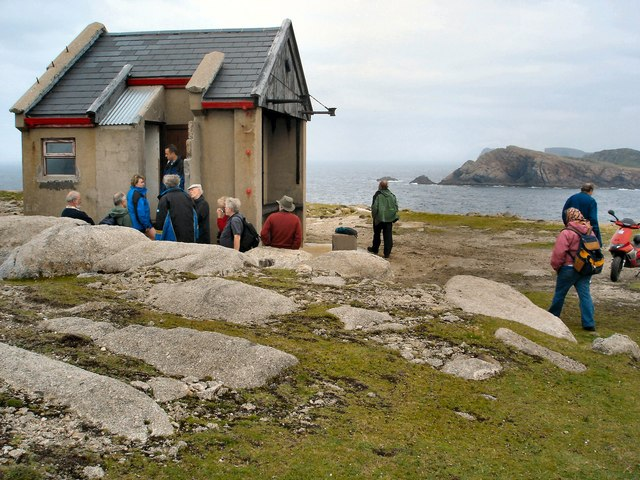
Atelier de Derek Hill à l'île Tory

Hill naît à Southampton, dans la famille d'un riche négociant en sucre. Elle vit à Romsey et tisse des liens d'amitié avec les Mountbatten. Il quitte la Malborough School à l'âge de 16 ans pour se consacrer à l'art, devenant l'élève de Kurt Schwitters.

### Carrière
Il travaille d'abord comme décorateur de théâtre à Léningrad en URSS dans les années 1930, puis comme historien. Pendant la Seconde Guerre mondiale, il est objecteur de conscience et travaille comme ouvrier agricole. 
Son amour de l'Irlande commence lorsqu'il visite Glenveagh Castle, dans le comté de Donegal, pour peindre le portrait du collectionneur irlando-américain Henry McIlhenny, dont le grand-père avait émigré aux États-Unis du village proche de Milford, et fit fortune ensuite grâce à son brevet de compteur à gaz.
Derek Hill rencontre le succès comme portraitiste à partir des années 1960 ; il peint des compositeurs, des musiciens (Artur Rubinstein), des hommes d'État et des hauts fonctionnaires, Gay Byrne, ou le prince de Galles, Alec Guiness, etc. Il collectionne les objets d'art et voyage, compte parmi ses amis Bryan Guinness et Isaiah Berlin. Greta Garbo lui rend visite dans les années 1970, visite qui inspira Frank McGuinness pour sa pièce de 2010 Greta Garbo Came to Donegal. En 1981, il fait don de sa maison, le presbytère St. Columb, près du village de Churchill (comté de Donegal), qu'il avait achetée en 1954, ainsi que sa collection considérable, comprenant des œuvres de Picasso, Degas, Braque, Graham Sutherland, Anna Ticho et Jack Butler Yeats à la république d'Irlande.
Une exposition permanente de son œuvre et de sa collection personnelle peut être vue dans sa maison et à la Glebe Gallery de Churchill (comté de Donegal), près de Letterkenny. Une autre partie de son œuvre est visible à la Mottisfont Abbey. Un bon nombre de ses paysages décrivent l'île de Tory, où se trouvait son atelier, et où il put réunir une communauté d'artistes qui enseignait aux pêcheurs comment peindre. Cela conduisit à la formation de l'école d'artistes de Tory, informelle mais très active. On compte parmi eux des peintres tels que James Dixon ou Anton Meenan.
Derek Hill est fait CBE en 1997. Une exposition rétrospective est organisée en son hommage à la  Royal Hibernian Academy en 1998. En 1999, il est fait citoyen d'honneur d'Irlande par la présidente Mary McAleese. 
Il rend l'âme au London Hospital le 30 juillet 2000, âgé de 83 ans. Il est enterré dans sa sépulture familiale du Hampshire. Des services funéraires sont célébrés pour lui à la cathédrale Saint-Patrick de Dublin, à l'église St James-in-the-fields de Londres, et à l'église locale de Trentagh, dans le comté de Donegal.

## Biographies
En 1987, un ouvrage illustré de Grey Gowrie est consacré à Derek Hill. L'auteur considère que la qualité des paysages de Hill est comparable à ceux de  Jack Yeats. Une biographie de Hill est publiée par Bruce Arnold en 2010
- Bruce Arnold: Derek Hill, London : Quartet, 2010,  (ISBN 978-0-7043-7171-2)

## Rome et la bourse d'études de la Derek Hill Foundation
Derek Hill avait un grand amour de Rome et a été directeur de la section des beaux-arts de la  British School at Rome (BSR) pendant cinq ans dans les années 1950. Il y a encouragé de nombreux pensionnaires comme Anthony Fry et John Bratby, notamment à voyager à travers l'Italie, et à entrenir une atmosphère créative. En 1989, une fondation qu'il avait établie peu avant sa mort fournit des bourses annuelles pour certains pensionnaires de la British School at Rome. Elles concernent des sélections d'artistes britanniques et irlandais dans le domaine de la peinture et du dessin. Ces bourses offrent aussi trois mois de pension complète dans l'un des ateliers de la Edwin Austin Abbey. Les lauréats incluent Emma Stibbon RA ou David O'Kane.

## Source de la traduction
- (en) Cet article est partiellement ou en totalité issu de l’article de Wikipédia en anglais intitulé « Derek Hill (painter) » (voir la liste des auteurs).